# 意大利国内航空870号班机空难
意大利国内航空870号班机空难，是指发生于1980年6月27日，意大利国内航空870号班机从博洛尼亚飞往意大利巴勒莫的途中在意大利乌斯蒂卡岛外的第勒尼安海坠毁，机上 81 人全部遇难。这场灾难在意大利被称为乌斯蒂卡大屠杀(意大利语：strage di Ustica)調查委員會(法蘭克泰勒調查團)公告指出是飛機的洗手間遭安置炸彈，義大利政府則推測是遭到不明的導彈攻擊擊落飛機。

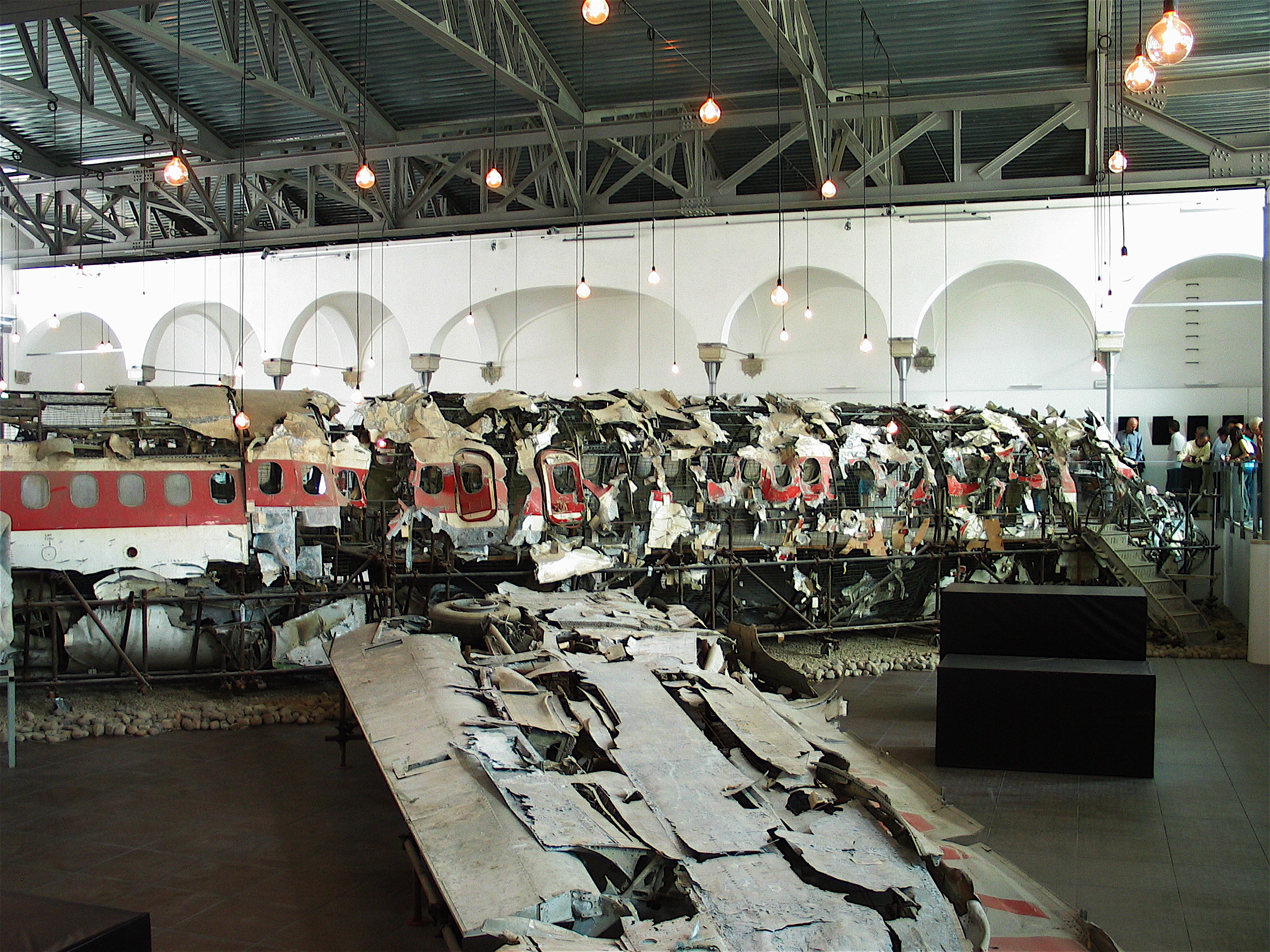
870号班机的残骸

## 关于原因的假设

### 恐怖炸弹
在1970 年代袭击意大利的一系列爆炸事件之后，恐怖主义行为是第一个被提出的解释。由于航班在博洛尼亚延误了近三个小时，炸弹的计时器可能已设置为实际上在巴勒莫机场或同一架飞机的另一航班上引起爆炸。
1990 年的司法调查得到了由独立调查员弗兰克·泰勒领导的技术委员会的支持。技术委员会的报告得出结论，残骸分析支持的唯一结论是后座厕所发生爆炸，而不是导弹袭击。 DC-9 厕所的试验爆炸表明，周围结构的变形几乎与事故飞机的变形相同。
意大利媒体《晚邮报》和《共和报》批评了技术委员会的报告。特别指出，根据英国国防研究能源实验室 1994 年进行的测试，没有爆炸残留物的证据。

### 军事行动中的导弹袭击
部分意大利媒体称，这架飞机是在一场涉及利比亚、美国、法国和意大利空军战斗机的混战中被击落的，北约成员企图暗杀一位重要的利比亚政治家，甚至可能是利比亚领导人穆阿迈尔·卡扎菲。那天晚上在同一个空域飞行。这个版本在 1999 年得到了罗萨里奥·普里奥雷法官的支持，他在结论性报告中说，意大利军方和特勤局成员按照北约的要求故意阻挠了他的调查。
据意大利媒体报道，在的黎波里沦陷后，来自利比亚特勤局的档案文件显示，870 航班和一架利比亚米格飞机遭到两架法国喷气式飞机的袭击。
1980年7月18日，在意大利国内航空870航班事件发生21天后，据说一架利比亚米格-23MS战斗机在意大利南部卡拉布里亚的卡斯特西拉诺的西拉山脉坠毁。根据利比亚空军消息人士称，飞行员因缺氧而亡。由于自动驾驶仪被觸發，飞机一直保持直线和水平飞行，直到燃料耗尽，最终在西拉山脉坠毁。